# Сассекс (округ, Делавэр)
Са́ссекс (англ. Sussex County) — округ штата Делавэр, США с населением 197 145 человек по данным переписи населения 2010 года. Окружным центром округа является город Джорджтаун.

## География
По данным Бюро переписи населения США, общая площадь округа — 3096,7 км², из которых: 2428,3 км² (78,42 %) — земля и 668,4 км² (21,58 %) — вода.

## Демография
| Год переписи | Нас.   |  | %±     |
| ------------ | ------ |  | ------ |
| 1790         | 20488  |  | —      |
| 1800         | 19358  |  | −5,5%  |
| 1810         | 27750  |  | 43,4%  |
| 1820         | 24057  |  | −13,3% |
| 1830         | 27115  |  | 12,7%  |
| 1840         | 25093  |  | −7,5%  |
| 1850         | 25936  |  | 3,4%   |
| 1860         | 29615  |  | 14,2%  |
| 1870         | 31696  |  | 7%     |
| 1880         | 36018  |  | 13,6%  |
| 1890         | 38647  |  | 7,3%   |
| 1900         | 42276  |  | 9,4%   |
| 1910         | 46413  |  | 9,8%   |
| 1920         | 43741  |  | −5,8%  |
| 1930         | 45507  |  | 4%     |
| 1940         | 52502  |  | 15,4%  |
| 1950         | 61336  |  | 16,8%  |
| 1960         | 73195  |  | 19,3%  |
| 1970         | 80356  |  | 9,8%   |
| 1980         | 98004  |  | 22%    |
| 1990         | 113229 |  | 15,5%  |
| 2000         | 156638 |  | 38,3%  |
| 2010         | 197145 |  | 25,9%  |
| 1790–2010    |        |  |        |

По данным переписи населения 2000 года в округе Сассекс проживало 197 145 человек, 43 866 семей, насчитывалось 62 577 домашних хозяйств и 93 070 жилых домов. Средняя плотность населения составляла около 81,1 человек на один квадратный километр. Расовый состав Сассекса по данным переписи распределился следующим образом: 80,35 % белых, 14,89 % — чёрных или афроамериканцев, 0,60 % — коренных американцев, 0,75 % — азиатов, 0,04 % — выходцев с тихоокеанских островов, 1,35 % — представителей смешанных рас, 2,02 % — других народностей. Испаноговорящие составили 4,41 % от всех жителей
Из 62 577 домашних хозяйств в 27,10 % — воспитывали детей в возрасте до 18 лет, 54,9 % представляли собой совместно проживающие супружеские пары, в 11,3 % семей женщины проживали без мужей, 29,9 % не имели семей. 24,30 % от общего числа семей на момент переписи жили самостоятельно, при этом 11,1 % составили одинокие пожилые люди в возрасте 65 лет и старше. Средний размер домашнего хозяйства составил 2,45 человек, а средний размер семьи — 2,88 человек.
Население по возрастному диапазону по данным переписи 2000 года распределилось следующим образом: 22,5 % — жители младше 18 лет, 7 % — между 18 и 24 годами, 26,3 % — от 25 до 44 лет, 25,6 % — от 45 до 64 лет и 18,5 % — в возрасте 65 лет и старше. Средний возраст жителей составил 41 год. На каждые 100 женщин в Сассексе приходилось 95,5 мужчин, при этом на каждые сто женщин 18 лет и старше приходилось 92,8 мужчин также старше 18 лет.
Средний доход на одно домашнее хозяйство составил 39 208 долларов США, а средний доход на одну семью — 45 203 доллара. При этом мужчины имели средний доход в 30 811 долларов США в год против 23 625 долларов среднегодового дохода у женщин. Доход на душу населения в округе составил 20 328 долларов в год. 7,7 % от всего числа семей в округе и 10,5 % от всей численности населения находилось на момент переписи населения за чертой бедности, при этом 15 % из них были моложе 18 лет и 8,4 % — в возрасте 65 лет и старше.